# 충청남도교육청
충청남도교육청(忠淸南道敎育廳, Chungcheongnamdo Office of Education)은 대한민국 충청남도의 교육에 관한 사무를 담당하는 지방교육행정기관이다. 충청남도 홍성군 홍북읍 선화로 22에 위치하고 있다.

## 연혁
- 1949년 12월 31일 : 교육법 제정(법률 제86호)
- 교육법 제정(법률 제86호)

- 1952년 6월 4일 : 시.군단위 교육자치제 실시(법률 제167호)
- 도 문교사회국에서 도 교육행정을 담당하고, 시.군교육감이 시.군교육행정 담당
- 1962년 1월 6일 : 시.군교육자치제 폐지(각령 제233호, 교육법 개정법률 제955호)
- 도 문교사회국을 교육국으로 개칭
- 시.군에 교육과를 설치 일반 행정기구로 편입
- 1963년 1월 1일 : 행정구역 개편 (금산군을 전라북도로부터 충청남도에 편입)
- 1964년 1월 1일 : 교육자치제 실시(교육법 개정 법률 제1435호)
- 교육자치제 실시(교육법 개정 법률 제1435호)
- 1972년 12월 31일 : 교육위원회 직제개편 및 천안시.천원군 교육청 통합(대통령령 제6439호)
- 1981년 11월 9일 : 서울특별시.직할시.도의 교육위원회 직제 개편 부교육감 직제 폐지 (대통령령 제10631호)
- 1982년 11월 30일 : 현 청사 신축 이전
- 1986년 2월 28일 : 교육장의 관할구역 조정(대통령령 제11861호)
- 공주시교육장 - 공주시.공주군을 관할
- 대천시교육장 - 대천시.보령군을 관할
- 대천시교육장 - 대천시.보령군을 관할
- 1989년 1월 1일 : 교육장 신설 및 관할구역 조정 (대통령령 제12581호)
- 태안군교육장 신설
- 서산시교육장 - 서산시.서산군을 관할
- 대전직할시 교육위원회 분리
- 1991년 3월 26일 :  시.도단위 교육자치제 실시 (법률 제4347호)
- 심의.의결기관인 충청남도교육위원회 설치
- 독임제 집행기관인 충청남도교육감을 둠
- 부교육감제 부활
- 1991년 9월 2일 : 제1대 충청남도교육위원회 개원
- 1993년 2월 24일 : 지방교육행정기관 직제 개편, 학교보건과 신설(3국, 3담당관, 11과)
- 1995년 9월 6일 : 제2대 충청남도교육위원회 개원
- 1998년 9월 1일 : 제3대 충청남도교육위원회 개원
- 1999년 1월 1일 : 충남교육청 기능 및 조직개편(2국, 1담당관, 10과)
- 2002년 9월 1일 : 제4대 충청남도교육위원회 개원
- 2004년 9월 1일 : 충남교육청 기능 및 조직개편(2국, 2담당관, 10과)
- 2006년 9월 1일 : 제5대 충청남도교육위원회 개원
- 2009년 9월 1일 : 충남교육청 기능 및 조직개편(2국, 2담당관, 10과)
- 2010년 8월 31일 : 충청남도교육위원회 폐지(의사국 포함)
- 2010년 9월 1일 : 충남교육청 기능 및 조직개편(2국 3담당관, 10과)
- 산하 교육청(지역교육청)을 교육지원청으로 개편
- 2012년 5월 1일 : 충청남도교육청 기능 및 조직개편(2국, 3담당관, 11과)
- 학생생활지원과 설치(2014.2.28.까지 한시 운영)
- 2012년 7월 1일 : 충청남도연기교육지원청 세종특별자치시교육청으로 승격 분리
- (세종특별자치시 설치 등에 관한 특별법(법률 제10419호, 2010. 12.27)
- 2012년 12월 28일 : 충청남도교육청 및 충청남도교육연구정보원 청사 준공 (충남 홍성군 홍북면 선화로 22)
- 시설 업무개선을 위해 충청남도아산교육지원청에 시설지원센터 시범운영
- 시설· 특수 거점교육청 운영 해제
- 14개 지역교육청에 특수교육지원센터를 직제화
- 4개 지역교육청(아산, 서산, 논산계룡, 당진)에 체육건강과를 신설
- 본청의 정책기획담당관을 기획관으로, 감사담당관을 감사관으로 명칭 변경
- 2013년 1월 1일 : 충청남도대전교육지원청 대전광역시교육청으로 통합 및 합병
- 충청남도교육청 기능 및 조직개편(규칙 제573호, 2국, 3담당관, 11과)
- 2013년 3월 1일 : 충청남도교육청 및 충청남도교육연구정보원 내포 신청사 이전 개청 (충청남도 홍성군 홍북면 선화로 22)
- 2014년 1월 1일 : 충청남도교육청 기능 및 조직개편(2국, 3담당관, 11과)
- 본청의 한시기구인 학생생활지원과를 상시기구로 전환
- 3개 교육지원청(아산, 서산, 논산계룡) 전산운영팀 신설
- 2014년 9월 1일 : 충청남도교육청 기능 및 조직개편(2국, 3담당관, 12과)
- 본청에 안전총괄과 신설
- 아산교육지원청에 재무과 신설
- 교육지원청에 대상조직(초등교육담당 및 중등교육담당)으로 정비
- 2015년 9월 1일 : 충청남도교육청 기능 및 조직개편(2국, 3담당관, 12과)
- 본청에 진로진학담당 신설, 교육연구정보원 진로평가부를 진로진학부로 변경
- 본청의 체육예술건강과와 학생생활교육과를 체육인성건강과로 통합
- 본청에 유아특수복지과 신설
- 2019년 3월 1일 : 충청남도교육청 기능 및 조직개편(3국, 1관, 1담당관, 14과)
- 본청에 기획국 신설
- 본청에 민주시민교육과 신설
- 직속기관 명칭의 접두사에 기존 충청남도-에서 충청남도교육청-으로 변경
- 2024년 9월 1일 : 충청남도교육청 기능 및 조직개편(3국, 1관, 1담당관, 16과)
- 본청 교육국 "교육혁신과" , "교육과정과" 폐지
- 본청에 "유아교육복지관" , "초등특수교육과" , "중등교육과" 신설

| \| 국 \| 담당관실·과 \| \| 교육감 산하 하부조직 \| 교육감 산하 하부조직 \| \| ---------------------- \| ------------------------------------------------------------------------------------------------------ \| \| \| - 소통담당관실 \| \| 부교육감 산하 하부조직 \| \| \| \| - 감사관실 \| \| 기획국 \| - 정책기획과 - 예산과 - 학교지원과 \| \| 교육국 \| - 초등특수교육과 - 중등교육과 - 유아교육복지과 - 교원인사과 - 민주시민교육과 - 미래인재과 - 체육건강과 \| \| 행정국 \| - 총무과 - 행정과 - 재무과 - 시설과 - 안전총괄과 - 미래학교추진단 \| | - 교육연구정보원 - 교육연수원 - 학생교육문화원 - 평생교육원 - 충무교육원 - 안전수련원 - 해양수련원 - 남부평생교육원 - 서부평생교육원 - 과학교육원 - 국제교육원 - 유아교육원 - 진로융합교육원 - 천안교육지원청 - 공주교육지원청 - 보령교육지원청 - 아산교육지원청 - 서산교육지원청 - 논산계룡교육지원청 - 당진교육지원청 - 금산교육지원청 - 부여교육지원청 - 서천교육지원청 - 청양교육지원청 - 홍성교육지원청 - 예산교육지원청 - 태안교육지원청 |
| 국 | 담당관실·과 |
| 교육감 산하 하부조직 | |
| | - 소통담당관실 |
| 부교육감 산하 하부조직 | |
| | - 감사관실 |
| 기획국 | - 정책기획과 - 예산과 - 학교지원과 |
| 교육국 | - 초등특수교육과 - 중등교육과 - 유아교육복지과 - 교원인사과 - 민주시민교육과 - 미래인재과 - 체육건강과 |
| 행정국 | - 총무과 - 행정과 - 재무과 - 시설과 - 안전총괄과 - 미래학교추진단 |

## 역대 교육감
| 충청남도교육청         | 충청남도교육청         | 충청남도교육청                     | 충청남도교육청         |
| 대수                   | 이름                   | 임기                               | 비고                   |
| 관선제 (1964 ~ 1992년) | 관선제 (1964 ~ 1992년) | 관선제 (1964 ~ 1992년)             | 관선제 (1964 ~ 1992년) |
| ---------------------- | ---------------------- | ---------------------------------- | ---------------------- |
| 초대                   | 황운성                 | 1964년 2월 4일 ~ 1968년 2월 3일    |                        |
| 2대                    | 조중엽                 | 1968년 2월 4일 ~ 1972년 2월 3일    |                        |
| 3대                    | 김성식                 | 1972년 2월 4일 ~ 1976년 2월 3일    |                        |
| 4대                    | 이종호                 | 1976년 2월 4일 ~ 1978년 8월 24일   |                        |
| 5대                    | 황제주                 | 1978년 7월 22일 ~ 1980년 7월 21일  |                        |
| 6대                    | 윤석병                 | 1980년 7월 22일 ~ 1984년 7월 21일  |                        |
| 7대                    | 장기성                 | 1984년 7월 22일 ~ 1988년 7월 21일  |                        |
| 8대                    | 백승탁                 | 1988년 7월 22일 ~ 1992년 7월 21일  |                        |
| 간선제 (1992 ~ 2008년) |                        |                                    |                        |
| 9대                    | 백승탁                 | 1992년 7월 22일 ~ 1996년 7월 21일  | 재선                   |
| 10대                   | 오재욱                 | 1996년 7월 22일 ~ 2000년 7월 21일  |                        |
| 11대                   | 강복환                 | 2000년 7월 22일 ~ 2004년 7월 21일  |                        |
| 12대                   | 오제직                 | 2004년 7월 22일 ~ 2008년 7월 21일  |                        |
| 직선제 (2008 ~ 현재)   |                        |                                    |                        |
| 13대                   | 오제직                 | 2008년 7월 22일 ~ 2008년 10월 13일 | 재선 비리혐의 권한정지 |
| 권한 대행              | 한석수                 | 2008년 10월 14일 ~ 2009년 4월 29일 | 부교육감               |
| 14대                   | 김종성                 | 2009년 4월 30일 ~ 2010년 6월 30일  | 재보궐 선거            |
| 15대                   | 김종성                 | 2010년 7월 1일 ~ 2013년 4월 1일    | 재선 비리혐의 권한정지 |
| 권한 대행              | 숭융배                 | 2013년 4월 2일 ~ 2013년 4월 8일    | 부교육감               |
| 권한 대행              | 전찬환                 | 2013년 4월 9일 ~ 2014년 6월 30일   | 부교육감               |
| 16대                   | 김지철                 | 2014년 7월 1일 ~ 2018년 7월 1일    |                        |
| 17대                   | 김지철                 | 2018년 7월 1일 ~ 2022년 6월 30일   | 재선                   |
| 18대                   | 김지철                 | 2022년 7월 1일 ~ 현재              | 3선                    |

## 관련 사건
- 안나푸르나 교사 실종 사고

## 같이 보기
- 충청남도교육감
- 충청남도 부교육감
- 대한민국 교육부
- 충청남도청
- 충청남도의회